# Jill Janssens
Jill Janssens (Leuven, 3 oktober 2003) is een Belgische voetbalspeelster. Van 2020 tot 2023 speelde ze in het eerste elftal bij Oud-Heverlee Leuven. Sinds juli 2023 speelt Janssens bij het Duitse Hoffenheim. In 2021 debuteerde ze voor het nationaal elftal.

## Club carrière
In het seizoen 2020/21 debuteerde Janssens voor Oud-Heverlee Leuven . Dit gebeurde op 30 augustus 2020 in een wedstrijd tegen KAA Gent. Haar eerste goal scoorde ze tegen SV Zulte-Waregem op 7 november 2020, OHL won deze wedstrijd met 2-4. Sinds juli 2023 speelt Janssens bij het Duitse Hoffenheim.

### Statistieken
| Seizoen         | Club                | Competitie                    | Competitie | Competitie | Beker | Beker | Europa | Europa | Totaal | Totaal |
| Seizoen         | Club                | Competitie                    | Wed.       | Dlp.       | Wed.  | Dlp.  | Wed.   | Dlp.   | Wed.   | Dlp.   |
| --------------- | ------------------- | ----------------------------- | ---------- | ---------- | ----- | ----- | ------ | ------ | ------ | ------ |
| 2020-2021       | Oud-Heverlee Leuven | Super League                  | 25         | 3          | 0     | 0     | 0      | 0      | 25     | 3      |
| 2021-2022       | Oud-Heverlee Leuven | Super League                  | 26         | 6          | 0     | 0     | 0      | 0      | 26     | 6      |
| 2022-2023       | Oud-Heverlee Leuven | Super League                  | 3          | 0          | 0     | 0     | 0      | 0      | 3      | 0      |
| 2023-2024       | Hoffenheim          | Fußball-Bundesliga der Frauen | 14         | 3          | 2     | 1     | 0      | 0      | 16     | 4      |
| Carrière totaal | Carrière totaal     | Carrière totaal               | 70         | 13         | 2     | 1     | 0      | 0      | 70     | 13     |

## Interlandcarrière
Janssens speelde bij verschillende nationale jeugdploegen (U-15, U-16, U-17, U-19 en U-23). Op 10 juni 2021 debuteerde ze voor de Red Flames in de 89ste minuut, tijdens een 3-0 nederlaag tegen Spanje. 